# Разноцветна дървесница
Разноцветните дървесници (Phyllomedusa palliata) са вид земноводни от семейство Дървесници (Hylidae).
Срещат се в източните части на Амазония в Южна Америка.
Таксонът е описан за пръв път от германския естественик Вилхелм Петерс през 1873 година.